# 40
Cette page concerne l'année 40  du calendrier julien. Pour l'année 40 av. J.-C., voir 40 av. J.-C. Pour le nombre 40, voir 40 (nombre).
L'année 40 est une année bissextile qui commence un vendredi.

## Événements
- 1er janvier : début du consulat de l’empereur Caligula, qui donne à cette occasion des fêtes à Lyon. Il fait assassiner son invité Ptolémée, fils du roi Juba II de Maurétanie[1].
  - Lorsque la nouvelle de la mort de Ptolémée parvient en Maurétanie, la population se soulève contre l’occupant romain. Rome prend rapidement le dessus. Aedemon, affranchi de Ptolémée, se réfugie dans les montagnes du Rif où il mène la révolte jusqu'en 42[1].
- Mars, Vietnam : révolte des Annamites contre la Chine à l’appel de deux héroïnes, les sœurs Trung[2].
- Caligula marche avec son armée vers les bords de la Manche, arrive dans les environs de Gesoriacum (Boulogne), et demande à ses soldats de remplir leurs casques de tous les coquillages qu'ils trouveraient sur la grève, pour décorer le palais du Capitole et orner son triomphe[1].
- 31 août : triomphe de Caligula à Rome[1].

- Réforme fiscale de Caligula, qui introduit des taxes sur le commerce et l'artisanat, qui touche les classes spéciales, comme les portefaix, les prostituées et les entremetteurs des deux sexes[3].
- Arabie : début du règne de Malichos II, roi de Nabatène (40-70/71)[4].

## Naissances en 40
- 13 juin : Agricola, général romain.
- 30 décembre 40 (ou 41) : Titus Flavius Sabinus Vespasianus, futur empereur romain.

- Octavie, fille de Claude et Messaline.
- Dion Chrysostome, rhéteur et philosophe grec.
- Stace, poète latin.
- Dioscoride, médecin et botaniste grec.

## Décès en 40
- Ptolémée de Maurétanie, petit-fils de Cléopâtre VII. Il est assassiné par l'empereur romain Caligula.
- Arétas IV, roi des Nabatéens.